# Kolmiloukkosjärvi
Kolmiloukkosjärvi eller Kolmiloukkonen är en sjö i Finland. Den ligger i kommunen Kemijärvi i landskapet Lappland, i den norra delen av landet, 700 km norr om huvudstaden Helsingfors. Kolmiloukkosjärvi ligger 221,9 meter över havet. Den är 18 meter djup. Arean är 56,7 hektar och strandlinjen är 5,41 kilometer lång. Sjön  ingår i Kemi älvs huvudavrinningsområde. 